# K2-238
K2-238, EPIC 246067459 — одиночная звезда в созвездии Водолея на расстоянии приблизительно 1477 световых лет (около 453 парсек) от Солнца. Видимая звёздная величина звезды — +13,748m. Возраст звезды оценивается как около 5,63 млрд лет.
Вокруг звезды обращается, как минимум, одна планета.

## Характеристики
K2-238 — жёлтый карлик спектрального класса G2V. Масса — около 1,19 солнечной, радиус — около 1,59 солнечного. Эффективная температура — около 5342 К.

## Планетная система
В 2018 году командой астрономов, работающих с фотометрическими данными в рамках проекта Kepler K2, было объявлено об открытии планеты K2-238 b.